# Chiesa di San Francesco d'Assisi (Blevio)
La chiesa di San Francesco d'Assisi è un edificio di culto cattolico situato a Blevio, in provincia di Como.

## Storia e descrizione
Dedicata a San Francesco d'Assisi, la chiesa fu realizzata nel centro del paese, su progetto dell’architetto Carlo Lucini. Il 17 dicembre del 1967 il vescovo Felice Bonomini inaugurò la nuova chiesa, che sostituì nel ruolo di parrocchiale la chiesa dei Santi Gordiano ed Epimaco.
L'edificazione della nuova chiesa comportò lo spostamento anche di una serie di opere pittoriche fino ad allora conservate nella precedente parrocchiale: un quadro attribuito a Panfilo Nuvolone, con soggetto Maria ed Elisabetta, una deposizione dalla croce della scuola di Pier Francesco Mazzucchelli e una nascita di Gesù della scuola di Guglielmo Caccia.
L'edificio si presenta con mattoni a vista e una cupola poligonale di colore verde. Il presbiterio fu invece realizzato dallo scultore Eli Riva e benedetto il 6 maggio del 1988 dal vescovo Teresio Ferraroni.